# Herschel (crater mimantean)
1°23′S 111°46′W / 1.38°S 111.76°V
Herschel ( /'her.ʃəl/ ) este un crater mare din emisfera anterioară a satelitului Saturnian Mimas, centrat pe ecuator la 112° longitudine. Este numit după astronomul din secolul al XVIII-lea William Herschel, care l-a descoperit pe Mimas în 1789.

## Mărime
Herschel este al doilea cel mai mare crater în raport cu corpul său părinte al oricărei satelit planetar în echilibru din Sistemul Solar, după craterul Odysseus al lui Tethys.  Este atât de mare încât astronomii și-au exprimat surprinderea că Mimas nu a fost spulberat de impactul care l-a creat. Are 139 kilometri (86 mi) în diametru, aproape o treime din diametrul lui Mimas. Pereții săi au aproximativ 5 kilometri (3 mi) înălțime părți ale fundului său au 10–12 kilometri (6–7 mi) adâncime, iar vârful său central se ridică la 6–8 kilometri (3,7–5,0 mi) deasupra fundului craterului.  Dacă ar exista un crater de o scară echivalentă pe Pământ, acesta ar fi peste 4.000 kilometri (2.500 mi) în diametru – mai lat decât Canada – cu pereți de peste 200 kilometri (120 mi) înălțime.

## Origine
Impactul care l-a format pe Herschel trebuie să-l fi perturbat aproape în totalitate pe Mimas. Chasmata⁠(d) care ar putea fi fracturi de stres din cauza undelor de șoc de la impact care au călătorit prin el și concentrându-se așa cum se observă pe partea opusă a lui Mimas. Impactul este, de asemenea, suspectat de a avea ceva de-a face cu modelul actual de temperatură în formă de „Pac-Man” de pe Mimas.  Herschel are o vârstă estimată la aproximativ 4,1 miliarde de ani. 

## Recepție media
Asemănarea dintre Mimas și Steaua Morții din Războiul Stelelor din cauza dimensiunii mari a lui Herschel a fost adesea remarcată, atât în presă, cât și în comunicatele de presă NASA/JPL.   Aceasta este o coincidență, totuși, deoarece asemănările craterului nu au fost descoperite decât în 1980, după ce Voyager 1 a intrat în linia vizuală, la trei ani după ce filmul a fost realizat. 